# Tolmetina
Tolmetina é um fármaco da classe dos  anti-inflamatórios não-esteróides (AINE) derivado do ácido acético. Começou a ser comercializado em 1976 em pacientes com artrite e acredita-se que possui menos efeitos secundários que os membros de seu grupo.